# Пробуждение (деревня, Калужская область)
Пробуждение — деревня в Кировском районе Калужской области. Входит в состав сельского поселения «Село Фоминичи».

## География
Находится в юго-западной части Калужской области на расстоянии приблизительно 28 километров по прямой к востоку от города Кирова.

## История
Деревня образовалась после Великой Отечественной войны объединением поселка Пробуждение и деревни Востец. До войны в обоих населенных пунктах было по 12 дворов. До Октябрьской революции обоих населенных пунктов на местной карте не отмечалось.

## Население
Численность населения: Приблизительно 50 человек (1984 год), 9 (русские 100 %) в 2002 году, 1 в 2010.